# Kossiakinskaia
Kossiakinskaia - Косякинская (rus) és una stanitsa del krai de Krasnodar, a Rússia. Es troba prop de la vora dreta del riu Kuban, molt a prop de la frontera amb el krai de Stàvropol. És a 30 km al sud-est de Novokubansk i a 190 km a l'est de Krasnodar.
Pertany al possiólok de Prikubanski.